# La verità che esce dal pozzo
La verità che esce dal pozzo o La nuda verità esce dal pozzo (La Vérité sortant du puits armée de son martinet pour châtier l'humanité o La Vérité sortant du puits) è un dipinto a olio su tela del 1896 dell’artista francese Jean-Léon Gérôme.

## Storia

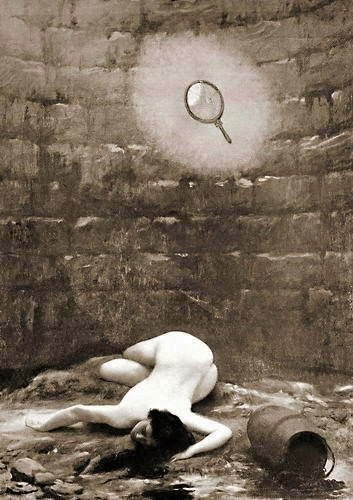
Il dipinto Mendacibus et histrionibus occisa in puteo jacet alma Veritas, che precede La verità che esce dal pozzo.

A partire dalla seconda metà degli anni 1890, Gérôme dipinse almeno quattro dipinti della Verità nuda buttata in un pozzo, giacente sul fondo, o emergente da questo. Questa rappresentazione deriva dalla traduzione di un aforisma del filosofo greco Democrito: "In verità nulla sappiamo, giacché la verità sta in fondo al pozzo." (in greco antico ἐτεῇ δὲ οὐδὲν ἴδμεν: ἐν βυθῷ γὰρ ἡ ἀλήθεια). La nudità della Verità potrebbe derivare dall’espressione “la nuda verità”, che indica un fatto più che certo.
Al Salone dei Campi Elisi del 1895, Gérôme presentò un dipinto intitolato Mendacibus et histrionibus occisa in puteo jacet alma Veritas (in latino L'alma verità giace in un pozzo, uccisa dai bugiardi e dagli attori) che mostrava la nuda Verità uccisa dalla Menzogna ed il suo corpo gettato in un pozzo assieme al suo specchio da cui scaturiscono dei bagliori di luce che rischiarano l'abisso buio. L'anno successivo, allo stesso Salone, Gérôme presentò La verità che esce dal pozzo.
Si pensa che entrambi i dipinti (come un'opera simile realizzata in seguito da Édouard Debat-Ponsan) si riferissero alle vicende del caso Dreyfus, ma lo storico dell'arte Bernard Tillier afferma che la Verità di Gérôme e il pozzo appartenevano alla sua lunga diatriba contro l'impressionismo.
In una prefazione del libro Le Nu Esthétique (Il nudo estetico) di Émile Bayard, pubblicato nel 1902, Gérôme adopera la metafora della Verità e del pozzo per rappresentare l'influenza profonda e irreversibile della fotografia:
(Émile Bayard, Le Nu Esthétique)
Gérôme tenne per sé almeno uno dei quattro dipinti che dipinse sulla Verità. Quando morì nel 1904 la sua cameriera lo trovò morto in una piccola stanza vicino al suo atelier, crollato di fronte a un ritratto di Rembrandt e ai piedi di un suo dipinto che raffigurava la Verità. Il biografo Charles Moreau-Vauthier, la fonte di questo aneddoto, non specifica di quale dei quattro dipinti si trattasse.
Dal 1978, La verità che esce dal pozzo è esposta al museo Anne de Beaujeu a Moulins, in Francia. Nel 2012, dopo che il dipinto venne esposto a Los Angeles, Parigi e Madrid, al museo venne allestita una mostra intitolata La vérité est au musée ("La Verità è nel museo"), nella quale vennero esposti molti dipinti, abbozzi e varianti del quadro o del tema realizzati da Gérôme e da altri artisti.  Le molteplici interpretazioni del significato enigmatico del dipinto hanno spinto uno dei curatori della mostra ad affermare: "Questa è la nostra Gioconda." (C'est notre Joconde à nous).

## Descrizione
Il dipinto raffigura la Verità che esce dal pozzo (ha già messo un piede fuori da questo), situato presso un muro coperto di vegetazione. In mano la donna non tiene più lo specchio luminoso, ma tiene un tipo di frusta francese nota come martinet, con la quale intende fustigare coloro che hanno permesso che ella rimanesse rinchiusa laggiù. Lo sguardo è spietato e la Verità spalanca la bocca cacciando un urlo, come se stesse chiamando proprio lo spettatore: quest'ultimo teme la Verità non solo per la sua collera, ma perché egli in cuor suo sa di essere colpevole di averla costretta a rimanere rinchiusa nel pozzo.